# Vida (canción)
«Vida» es una canción del género pop latino grabada por el cantautor guatemalteco Ricardo Arjona, la cual fue lanzada el 7 de diciembre de 2010 como segundo sencillo de su decimosegundo álbum de estudio, Poquita ropa 2010. La canción fue escrita por Arjona, quien la produjo con antiguos colaboradores, Dan Warner y Lee Levin en su estudio llamado Los Gringos. La canción está considerada como una canción autobiográfica, pues su letra está basada en «asuntos personales».
El video musical de "Vida" fue lanzado en noviembre de 2010. Fue dirigido por Joaquín Cambre y filmado en México, este «representa esa mezcla de sentimientos los cuales crean un ambiente de esperanza dentro de la historia, la cual inevitablemente tiene un trágico final.» El video fue usado como parte de Poquita Ropa - Una Historia Apasionada, así como en el Metamorfosis World Tour de Arjona. Para el 28 de julio de 2012 el video había alcanzado 3.9 millones de vistas en YouTube.

## Antecedentes

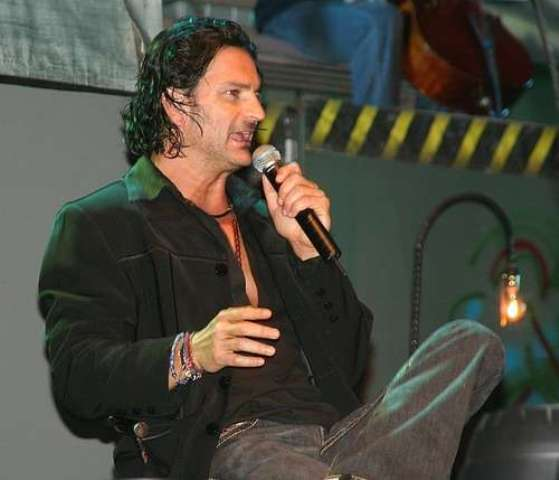
En Poquita Ropa Arjona trató de usar la menor cantidad de instrumentos musicales como fuera posible.

Con "Poquita Ropa", Arjona buscaba un cambio drástico en su estilo musical. Él trató de usar la menor cantidad de instrumentos musicales como fuera posible, resultando en una producción que suena como una interpretación a capela. Arjona dijo del álbum «las canciones y las mujeres lucen mejor con poquita ropa», y que ellas (las canciones) «son como las mujeres, se ponen cosas encima y se preocupan tanto por ello que se olvidan que entre menos ropa, más belleza.  Las canciones se ven agobiadas porque las saturamos con arreglos que buscan ensalzar sus cualidades, y terminamos escodiéndolas».
Arjona produjo el álbum con la ayuda de Dan Warner, quien ha trabajado con Shakira, Celine Dion y Christina Aguilera. Jason Birchmeier de Allmusic comentó que Poquita Ropa «muestra a Arjona con su voz más desnuda, apoyada por arreglos de piezas de guitarra acústica, piano, y Hammond B-3 junto con toques ocasionales de cuerdas, instrumentos de viento, y coros». Poquita Ropa fue el primer álbum que Arjona grabó sin la coloaboración del productor y cantante Tommy Torres, cuya última producción en conjunto fue 5to Piso 2008. Álbum parecido al estilo del trabajo de Arjona en Galería Caribe 2000.

## Composición
"Vida" es una canción del género pop latino escrita por Arjona, quien la produjo junto a antiguos colaboradores Dan Warner y Lee Levin en su estudio llamado Los Gringos. Doug Emery proporcionó el piano, mientras Lee Levin tocaba los instrumentos de percusión y Briang Lang el bajo. Roger Silvestre Ramírez y Wendy Pedersen hacían los coros adicionales en la canción, mientras Andrés Saavedra e Isaías García servían de ingenieros de grabación. «Vida» es considerada por Arjona como una canción autobiográfica, comentando que "contiene una buena dosis de la vida de mi viejo" refiriéndose a su padre, quien falleció en 2011. En una entrevista, el director de videos musicales Joaquín Cambre comentaba que «Vida es una canción dulce, sin embargo también emocionante y amarga». Jason Birchmeier de Allmusic elogió la canción, afirmando que «trata con asuntos personales y echa un largo vistazo, haciendo referencia a ellos mismos con el pasado así como con el presente, planteándose preguntas sobre el futuro».

## Promoción

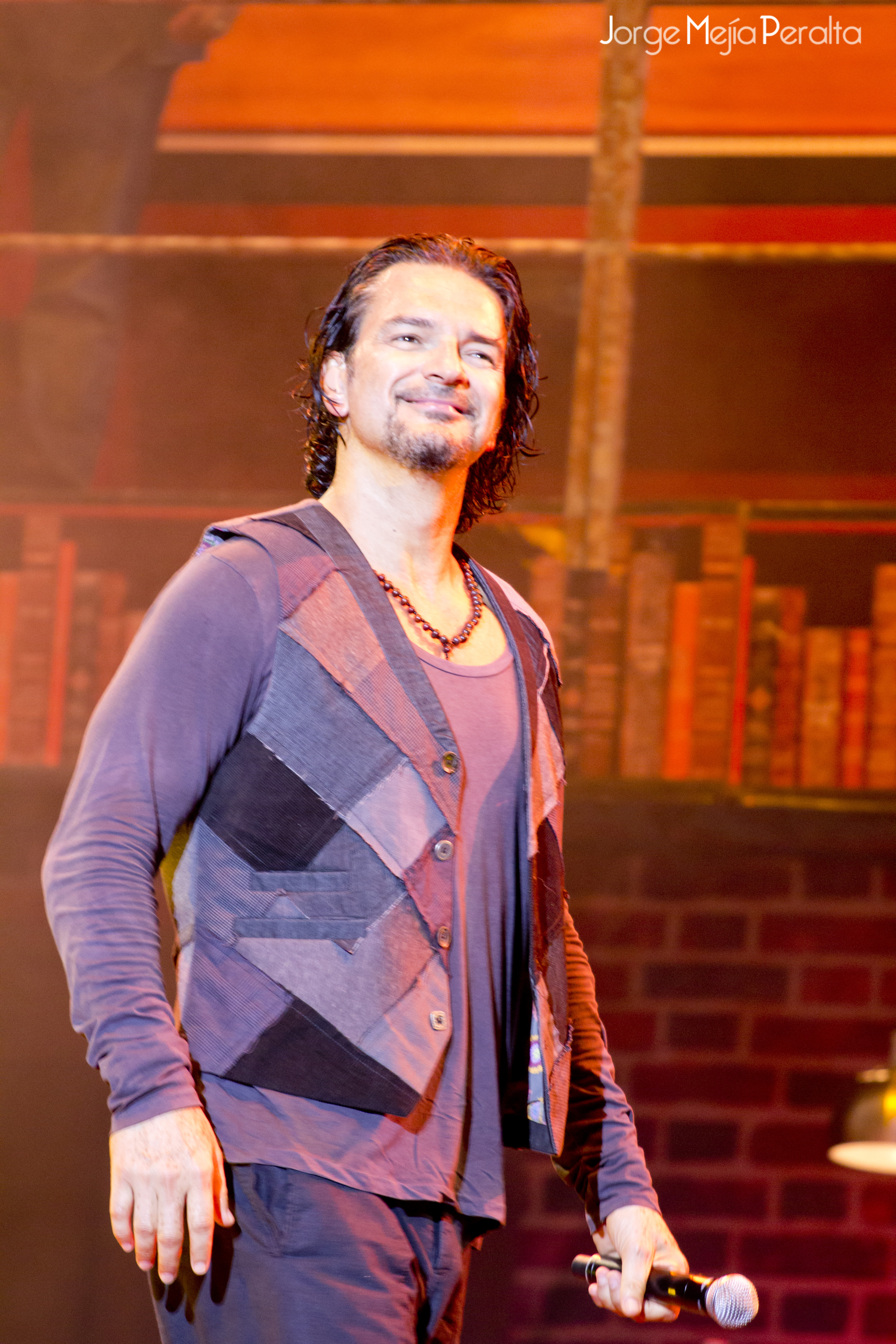
Ricardo Arjona en Nicaragua con su gira Metamorfosis World Tour

### Video musical
El video musical de «Vida» fue lanzado el 15 de noviembre de 2010. Fue filmado en México y dirigido por el cineasta argentino Joaquín Cambre. En una entrevista, Joaquín Cambre comentó que él «trató de representar esa mezcla de sentimientos creando un ambiente de esperanza dentro de la historia, la cual inevitablemente tiene un trágico final. Ricardo Arjona toca la canción mientras escucha la historia en un disco de vinilo». En el video, Arjona es visto en un cuarto viejo, tocando guitarra y sentado en un sofá, cerca de la cama, cantando la letra. Mientras tanto, escenas muestran a una familia llegando a una casa, en la que el padre del hombre que está llegando está cercano a la muerte. Para el 28 de julio de 2012, el video había alcanzado 3.9 millones de vistas en YouTube.

### Presentaciones en vivo y apariciones en los medios
"Vida" fue incluido en «Poquita Ropa - Una Historia Apasionada» la cual fue una compilación de los videos musicales de todas las canciones del álbum, que fue presentada en febrero de 2011 por HBO. Fue dirigida por Joaquín Cambre y coprotagonizada por Arjona, Edith González, Edgar Vivar, Daniel Arenas, Mimi Morales y Kenny. Jesús Grovas, director de comunicación corporativa de HBO para México y América Central dijo que fue «un placer tener en pantalla la música de un cantautor como Ricardo Arjona, quien es garantía de calidad». La película fue trasmitida también por A&E. La canción está también presente en su gira Metamorfosis World Tour, donde es usada como video introductorio para el evento, mostrada en una pantalla LCD presente durante el concierto.

## Listado de canciones
- Descarga digital

1. «Vida» — 5:15

## Créditos y personal
Los créditos fueron tomados del booklet digital exclusivo de iTunes.

### Personal
- Ricardo Arjona — Compositor, Coros
- Doug Emery — Piano, Arreglos de Piano
- Lee Levin — Instrumentos de percusión
- Briang Lang — Bajo
- Roger Silvestre Ramírez — Coro
- Wendy Pedersen — Coro
- Andrés Saavedra — Ingeniero de grabación
- Isaías García — Ingeniero de grabación

### Técnicos
- Xarah — Pro Tools
- Chris Zalles — Pro Tools
- Sebastian Krys — Ingeniero de mezcla
- Gavin Lurseen — Ingeniero masterización
- Reuben Cohen — Asistente de masterización
- Guido Díaz — Ingeniero de sonido en «Puente» (Caribe)
- Juan Mario Aracil — Ingeniero de sonido, Ingeniero de mezcla en «Puente» (Caribe)
- Ricardo Arjona — Dirección Creativa
- Carlos R. Pérez — Dirección Creativa
- Elasticpeople.com — Diseñador Gráfico

## Historial de versiones
| País            | Fecha                  | Formato          | Etiqueta     |
| --------------- | ---------------------- | ---------------- | ------------ |
| Mundial         | 9 de noviembre de 2010 | Radio Mainstream | Warner Music |
| Estados Unidos. | 7 de diciembre de 2010 | Descarga digital | Warner Music |
| Reino Unido     | 7 de diciembre de 2010 | Descarga digital | Warner Music |
| España          | 7 de diciembre de 2010 | Descarga digital | Warner Music |
| Alemania        | 7 de diciembre de 2010 | Descarga digital | Warner Music |
| Italia          | 7 de diciembre de 2010 | Descarga digital | Warner Music |
| Portugal        | 7 de diciembre de 2010 | Descarga digital | Warner Music |
| Brasil          | 7 de diciembre de 2010 | Descarga digital | Warner Music |
| México          | 7 de diciembre de 2010 | Descarga digital | Warner Music |